# Guillermo Murillo
Guillermo Murillo (Florida, 11 de octubre de 1995) es un futbolista colombiano. Juega como delantero.

## Clubes
| Club                  | País     | Año         |
| --------------------- | -------- | ----------- |
| Universitario Popayán | Colombia | 2014        |
| América de Cali       | Colombia | 2015        |
| Universitario Popayán | Colombia | 2016        |
| Deportes Quindío      | Colombia | 2017        |
| Cortuluá              | Colombia | 2017 - 2019 |
| Santa Fe              | Colombia | 2019        |
| Cortuluá              | Colombia | 2020        |
| América de Cali       | Colombia | 2021        |

## Estadísticas
| Club                             | Div.          | Temporada     | Liga  | Liga  | Copa Nacional | Copa Nacional | Copa Internacional | Copa Internacional | Total | Total |
| Club                             | Div.          | Temporada     | Part. | Goles | Part.         | Goles         | Part.              | Goles              | Part. | Goles |
| -------------------------------- | ------------- | ------------- | ----- | ----- | ------------- | ------------- | ------------------ | ------------------ | ----- | ----- |
| Universitario Popayán · Colombia |               |               |       |       |               |               |                    |                    |       |       |
| 2.ª                              | 2014          | 14            | 2     | 6     | 1             | —             | —                  | 20                 | 3     |       |
| 2.ª                              | 2016          | 31            | 9     | 3     | 0             | —             | —                  | 34                 | 9     |       |
| Total club                       | Total club    | 45            | 11    | 9     | 1             | 0             | 0                  | 54                 | 12    |       |
| América de Cali · Colombia       |               |               |       |       |               |               |                    |                    |       |       |
| 2.ª                              | 2015          | 2             | 0     | 1     | 0             | —             | —                  | 3                  | 0     |       |
| Total club                       | Total club    | 2             | 0     | 1     | 0             | 0             | 0                  | 3                  | 0     |       |
| Deportes Quindío · Colombia      |               |               |       |       |               |               |                    |                    |       |       |
| 2.ª                              | 2017          | 10            | 0     | 5     | 1             | —             | —                  | 15                 | 1     |       |
| Total club                       | Total club    | 10            | 0     | 5     | 1             | 0             | 0                  | 15                 | 1     |       |
| Cortuluá · Colombia              |               |               |       |       |               |               |                    |                    |       |       |
| 1.ª                              | 2017          | 3             | 0     | 0     | 0             | —             | —                  | 3                  | 0     |       |
| 2.ª                              | 2018          | 27            | 4     | 2     | 0             | —             | —                  | 29                 | 4     |       |
| 2.ª                              | 2019          | 20            | 12    | 2     | 0             | —             | —                  | 22                 | 12    |       |
| Total club                       | Total club    | 50            | 16    | 4     | 0             | 0             | 0                  | 54                 | 16    |       |
| Santa Fe · Colombia              |               |               |       |       |               |               |                    |                    |       |       |
| 1.ª                              | 2019          | 11            | 0     | 1     | 1             | —             | —                  | 12                 | 1     |       |
| Total club                       | Total club    | 11            | 0     | 1     | 1             | 0             | 0                  | 12                 | 1     |       |
| Total carrera                    | Total carrera | Total carrera | 118   | 27    | 20            | 3             | 0                  | 0                  | 138   | 30    |